# Drugi rząd lorda Palmerstona

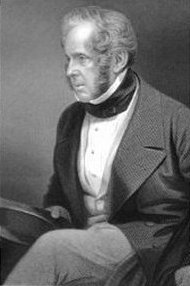
Wicehrabia Palmerston, premier, pierwszy lord skarbu, przewodniczący Izby Gmin

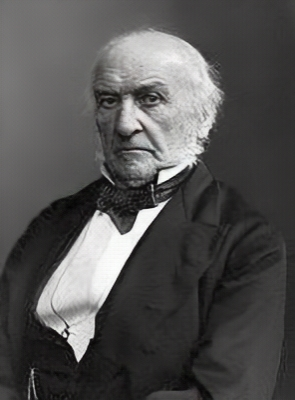
William Ewart Gladstone, kanclerz skarbu

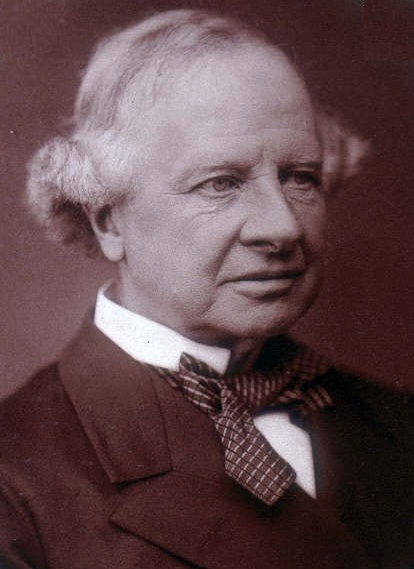
Hrabia Grenville, lord przewodniczący Rady

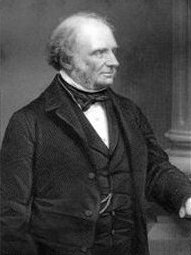
Hrabia Russell, minister spraw zagranicznych

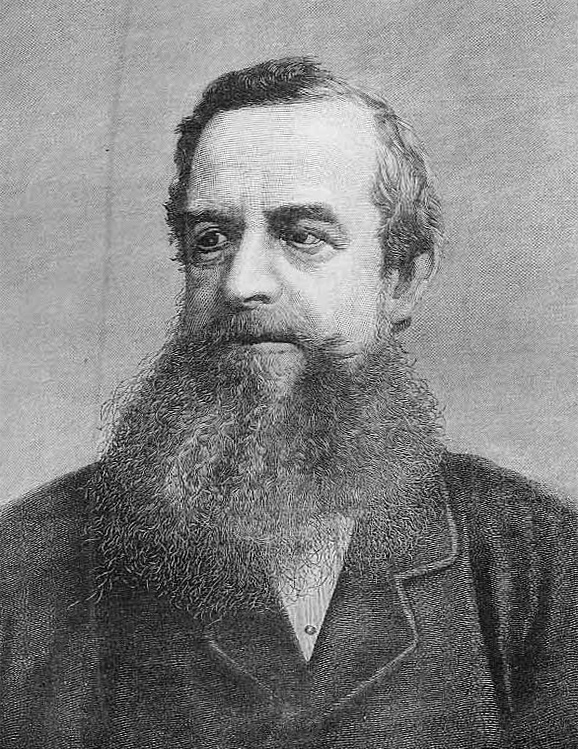
Hrabia Ripon i de Grey, podsekretarz stanu w ministerstwie wojny, minister wojny

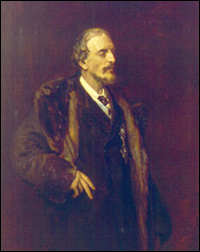
Baron Dufferin i Claneboye, podsekretarz stanu w ministerstwie ds. Indii

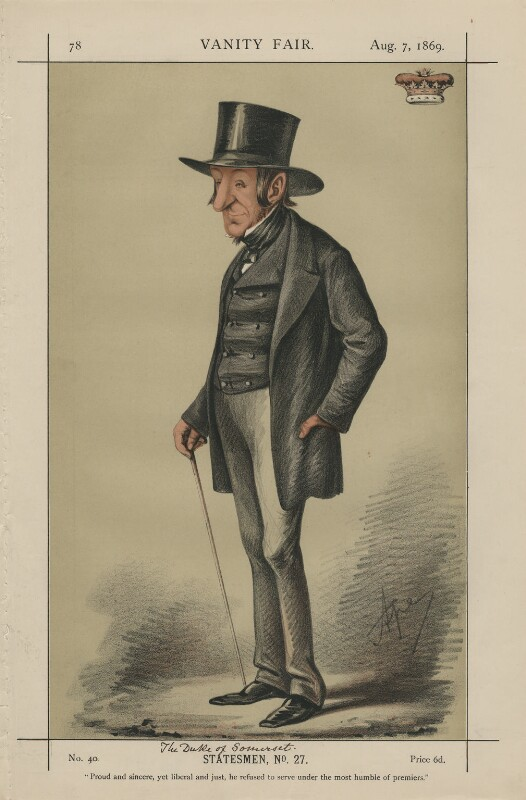
Książę Somerset, pierwszy lord Admiralicji

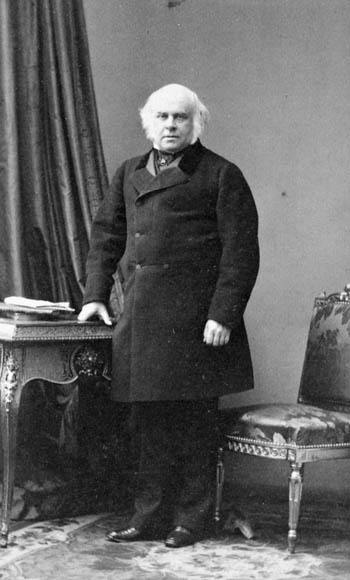
Hrabia Elgin, poczmistrz generalny

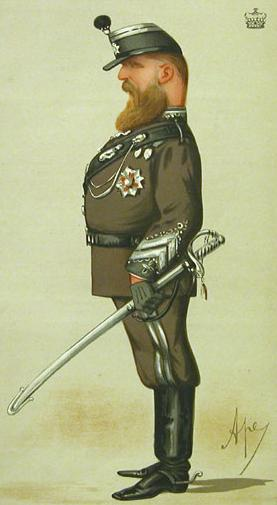
Wicehrabia Bury, skarbnik Dworu Królewskiego

Drugi rząd lorda Palmerstona – rząd brytyjski pod przewodnictwem Henry’ego Temple, 3. wicehrabiego Palmerston, istniał od 12 czerwca 1859 do śmierci Palmerstona 18 października 1865.
Członków ścisłego gabinetu wyróżniono tłustym drukiem.

## Skład rządu
| Urząd                                                  | Imię i nazwisko | Kadencja                                          |
| ------------------------------------------------------ | --- | ------------------------------------------------- |
| Premier Pierwszy lord skarbu Przewodniczący Izby Gmin  | Henry Temple, 3. wicehrabia Palmerston | 1859–1865                                         |
|                                                        | |                                                   |
| Kanclerz skarbu                                        | William Ewart Gladstone | 1859–1865                                         |
| Parlamentarny sekretarz skarbu                         | Henry Brand | 1859–1865                                         |
| Finansowy sekretarz skarbu                             | Samuel Laing Frederick Peel Hugh Childers | 1859–1860 1860–1865 1865                          |
| Młodsi lordowie skarbu                                 | Edward Knatchbull-Hugessen William Dunbar John Bagwell Luke White William Patrick Adam | 1859–1865 1859–1862 1862–1866 1865–1866           |
| Lord kanclerz                                          | John Campbell, 1. baron Campbell Richard Bethell, 1. baron Westbury Robert Rolfe, 1. baron Cranworth | 1859–1861 1861–1865 1865                          |
| Lord przewodniczący Rady                               | Granville Leveson-Gower, 2. hrabia Granville | 1859–1865                                         |
| Lord tajnej pieczęci                                   | George Campbell, 8. książę Argyll | 1859–1865                                         |
| Minister spraw wewnętrznych                            | George Cornewall Lewis George Grey | 1859–1861 1861–1865                               |
| Podsekretarz stanu w ministerstwie spraw wewnętrznych  | George Clive Henry Bruce Thomas Baring | 1859–1862 1862–1864 1864–1865                     |
| Minister spraw zagranicznych                           | John Russell, 1. hrabia Russell | 1859–1865                                         |
| Podsekretarz stanu w ministerstwie spraw zagranicznych | John Wodehouse, 3. baron Wodehouse Austen Henry Layard | 1859–1861 1861–1865                               |
| Minister wojny                                         | Sidney Herbert George Cornewall Lewis George Robinson, 2. hrabia Ripon i 3. hrabia de Grey | 1859–1861 1861–1863 1864–1865                     |
| Podsekretarz stanu w ministerstwie wojny               | George Robinson, 2. hrabia Ripon i 3. hrabia de Grey Thomas Baring George Robinson, 2. hrabia Ripon i 3. hrabia de Grey Spencer Cavendish, markiz Hartington | 1859–1861 1861 1861–1863 1864–1865                |
| Minister ds. kolonii                                   | Henry Pelham-Clinton, 5. książę Newcastle Edward Cardwell | 1859–1864 1864–1865                               |
| Podsekretarz stanu w ministerstwie ds. kolonii         | Cichester Fortescue | 1859–1865                                         |
| Minister ds. Indii                                     | Charles Wood | 1859–1865                                         |
| Podsekretarz stanu w ministerstwie ds. Indii           | Thomas Baring George Robinson, 2. hrabia Ripon i 3. hrabia de Grey Thomas Baring John Wodehouse, 3. baron Wodehouse Frederick Hamilton-Blackwood, 5. baron Dufferin i Claneboye | 1859–1861 1861 1861–1864 1864 1864–1865           |
| Pierwszy lord Admiralicji                              | Edward Seymour, 12. książę Somerset | 1859–1865                                         |
| Sekretarz przy Admiralicji                             | Lord Clarence Paget | 1859–1865                                         |
| Cywilny lord Admiralicji                               | Samuel Whitbread Spencer Cavendish, markiz Hartington James Stansfeld Hugh Childers | 1859–1863 1863 1864–1864 1864–1865                |
| Główny sekretarz Irlandii                              | Edward Cardwell Robert Peel | 1859–1861 1861–1865                               |
| Lord namiestnik Irlandii                               | George Howard, 7. hrabia Carlisle John Wodehouse, 3. baron Wodehouse | 1859–1864 1864–1865                               |
| Kanclerz Księstwa Lancaster                            | George Grey Edward Cardwell George Villiers, 4. hrabia Clarendon | 1859–1861 1861–1864 1864–1865                     |
| Przewodniczący Rady Praw Biednych                      | Thomas Milner Gibson Charles Pelham Villiers | 1859 1859–1865                                    |
| Parlamentarny sekretarz przy Radzie Praw Biednych      | Charles Sidney Gilpin George Byng | 1859–1865 1865                                    |
| Poczmistrz generalny                                   | James Bruce, 8. hrabia Elgin George Campbell, 8. książę Argyll Edward Stanley, 2. baron Stanley of Alderley | 1859–1860 1860 1860–1865                          |
| Przewodniczący Zarządu Handlu                          | vacat Thomas Milner Gibson | 1859 1859–1865                                    |
| Wiceprzewodniczący Zarządu Handlu                      | James Wilson William Cowper William Hutt | 1859 1859–1860 1860–1865                          |
| Wiceprzewodniczący Rady Edukacji                       | Robert Lowe Henry Bruce | 1859–1864 1864–1865                               |
| Paymaster-General                                      | James Wilson William Cowper William Hutt | 1859 1859–1860 1860–1865                          |
| Pierwszy komisarz ds. prac publicznych                 | Henry Fitzroy William Cowper | 1859–1860 1860–1865                               |
| Prokurator generalny                                   | Richard Bethell William Atherton Roundell Palmer | 1859–1861 1861–1863 1864–1865                     |
| Radca generalny Anglii i Walii                         | Henry Singer Keating William Atherton Roundell Palmer Robert Collier | 1859 1859–1861 1861–1863 1864–1865                |
| Najwyższy Sędzia Wojskowy                              | Thomas Emerson Headlam | 1859–1865                                         |
| Lord adwokat                                           | James Moncreiff | 1859–1865                                         |
| Solicitor General dla Szkocji                          | Edward Francis Maitland George Young | 1859–1862 1862–1865                               |
| Prokurator Generalny dla Irlandii                      | John David FitzGerald Richard Deasy Thomas O’Hagan | 1859–1860 1860–1861 1861–1865                     |
| Solicitor General dla Irlandii                         | John George Richard Deasy Thomas O’Hagan James Anthony Lawson | 1859 1859–1860 1860–1861 1861–1865                |
| Lord steward                                           | Edward Eliot, 3. hrabia St Germans | 1859–1865                                         |
| Lord szambelan                                         | John Townshend, 3. wicehrabia Sydney | 1859–1865                                         |
| Wiceszambelan Dworu Królewskiego                       | Valentine Browne, wicehrabia Castlerosse | 1859–1865                                         |
| Koniuszy królewski                                     | George Brudenell-Bruce, 2. markiz Ailesbury | 1859–1865                                         |
| Skarbnik Dworu Królewskiego                            | William Keppel, wicehrabia Bury | 1859–1865                                         |
| Kontroler Dworu Królewskiego                           | Granville Proby, lord Proby | 1859–1865                                         |
| Kapitan Gentelmen-at-Arms                              | Thomas Foley, 4. baron Foley | 1859–1865                                         |
| Kapitan Ochotników Gwardii                             | Henry Moreton, 3. hrabia Ducie | 1859–1865                                         |
| Opiekun stajni królewskich                             | John Ponsonby, 5. hrabia Bessborough | 1859–1865                                         |
| Chief Equerry Clerk Marshal                            | Alfred Paget | 1859–1865                                         |
| Mistress of the Robes                                  | Harriet Sutherland-Leveson-Gower, księżna Sutherland Elizabeth Wellesley, księżna Wellington | 1859–1861 1861–1865                               |
| Lord-in-waiting                                        | James Sinclair, 14. hrabia Caithness Thomas Stonor, 3. baron Camoys George Pitt-Rivers, 4. baron Rivers George Warren, 2. baron de Tabley Richard Dawson, 1. baron Dartrey Frederick Methuen, 2. baron Methuen George Byng, 7. wicehrabia Torrington George Byron, 7. baron Byron George Harris, 3. baron Harris James Talbot, 4. baron Talbot of Malahide | 1859–1865 1859–1864 1859–1860 1860–1863 1864–1865 |
| Dodatkowy lord-in-waiting                              | George Byron, 7. baron Byron | 1860–1865                                         |